# Frédéric Rauh
Pour les articles homonymes, voir Rauh.
Frédéric Salomon Rauh était un philosophe français né à Saint-Martin-le-Vinoux (Isère) le 31 mars 1861 et mort à Paris 14e le 19 février 1909.

## Biographie
Ancien élève de l'École normale supérieure (section Lettres, promotion 1881) puis reçu deuxième à l'agrégation de philosophie en 1885, il enseigna d'abord au lycée de Vendôme (1885) et de Valenciennes (1886). Il fut ensuite suppléant à la Faculté des lettres de Toulouse en 1888 puis il y devint professeur de philosophie en 1893. 
Le 13 février 1891, il soutient ses deux thèses de doctorat ès lettres à la Faculté de Paris. La première, en français, consiste en un essai sur le fondement métaphysique de la morale. La deuxième, en latin, se questionne sur la cohérence de la doctrine de Baruch Spinoza sur la foi par rapport à l'ensemble de sa philosophie. 
Il alla ensuite à Paris où il fut maître de conférences suppléant à l'École normale supérieure en 1900 puis titulaire à ce poste en 1901. Il termina sa carrière en étant professeur adjoint de philosophie à la Faculté des lettres de Paris en 1908. À Paris, son éloquence fut très appréciée, notamment à la Société française de philosophie. Moraliste, marqué par le positivisme, il s'intéressa à la sociologie et à la métaphysique des mœurs. Son élève, René Le Senne, prolongea dans une direction différente, la question de l'« expérience morale » développée par son maître (cf. Traité de morale générale).
Il milita à la fin du siècle dans l'affaire Dreyfus, affirmant que la philosophie, c'est « la rue, la vie, la bataille au jour le jour ».

## Philosophie
Pour Rauh, l'idée morale n'est jamais désincarnée mais « spéciale, irréductible ». Ainsi, la morale ne résulte pas d'un quelconque rapport métaphysique mais d'une confrontation de ce qu'il appelle valeurs de civilisation (scientifiques ou artistiques). L'homme moral, selon Rauh, confronte ces valeurs entre elles. Ainsi, l'idée morale n'est rien d'autre que le choix qui en résulte.

## Ouvrages
- Le Vers latin mourant, élégie, 1880.
- Essai sur le fondement métaphysique de la morale, thèse présentée à la Faculté des lettres de Paris, Paris, Félix Alcan, coll. «Bibliothèque de philosophie contemporaine», 1890.
- Quatenus doctrina quam Spinoza de fide exposuit cum tota ejusdem philosophia cohœrat, thèse présentée à la Faculté des lettres de Paris, Toulouse, Chauvin & fils, 1890.
- De la méthode dans la psychologie des sentiments, Paris, Félix Alcan, coll. «Bibliothèque de philosophie contemporaine», 1899.
- Psychologie appliquée à la morale et à l'éducation, 1900.
- L'expérience morale, Paris, Félix Alcan, coll. «Bibliothèque de philosophie contemporaine», 1903.